# Hawker Siddeley Buccaneer
Hawker Siddeley Buccaneer, även känd som Blackburn Buccaneer, är ett tvåsitsigt attackflygplan med möjlighet att operera från hangarfartyg, som användes av Royal Navy och Royal Air Force mellan 1962 och 1994. Flygplanet utvecklades av Blackburn Aircraft som senare gick upp i Hawker Siddeley. I början av 1950-talet började sovjetiska flottan bygga ett stort antal snabba kryssare av Sverdlov-klass som bedömdes vara ett stort hot mot handelssjöfarten. För att motverka detta hot valde Royal Navy att satsa på ett snabbt attackflygplan som kunde operera från deras hangarfartyg istället för den mer uppenbara lösningen att ta fram en motsvarande fartygsklass. I juni 1952 gjordes en förfrågan om ett tvåsitsigt flygplan med vikbara vingar, kapabelt att flyga vid mach 0,85 vid 60 meters höjd, med en räckvidd på 400 sjömil och möjlighet att bära kärnvapen i ett internt bombrum. I juli 1955 vann Blackburn kontraktet för att utveckla flygplanet. Den första prototypen flög den 30 april 1958 från RAE Bedford

## Konstruktion
Buccaneer var ett midvingat, tvåmotorigt plan med en besättning av två sittande i tandem under en huv. Flygkroppen har en fördelning av tvärsnittsarean avpassad för att minimera luftmotståndet i transsoniska hastigheter enligt transsoniska arearegeln, detta ger upphov till en karaktäristisk midja på flygkroppen i jämnhöjd med vingarna. Hela stabilisatorn kunde trimmas för att passa de skilda kraven vid lågfartsflygning och flygning i höga hastigheter, istället för att som vanligt trimma flygplanet med endast höjdrodret. Stabilisatorn var monterad i toppen på stjärtfenan för att minska störningen från vingens luftflöde, vilket ökade dess effektivitet. Vid flygning på låga höjder och höga hastigheter fann man att en konventionell bombrumsdörr inte kunde öppnas utan att störa luftströmmen krig flygkroppen på ett farligt sätt, därför fick flygplanet den karaktäristiska roterande bombrumsdörren. Buccaneer var avsedd att bära den nukleära sjömålsroboten Green Cheese men då utvecklingen av denna avbröts fick den ersättas med den frifallande Red Beard. Denna var en tämligen primitiv atombomb med en sprängkraft på mellan 10 och 20 kiloton, vapnet var tvunget att armeras före start istället för under flygning.
Utformningen av vingen på Buccaneer var en kompromiss mellan två krav: för flygning på låg höjd i höga farter krävdes en hög vingbelastning, men en lägre vingbelastning är fördelaktigt för att få kort startsträcka. För att klara av de huvudsakliga prestandakraven så valdes en liten vinge med en mycket hög vingbelastning, 587,6 kg/m². För att denna vinge skulle kunna generera tillräckligt med lyftkraft för landning på hangarfartyg, fick man förse både vinge och stabilisator med blåsta klaffar. Dessa tappade luft från kompressorn på jetmotorerna som sedan leddes genom ett komplext rörsystem till vingen och stabilisatorns bakkanter där luften blåstes ut på ovansidan för att hindra gränsskiktet från att avlösa. En nackdel med detta arrangemang var att motorerna var tvungna att gå med högt gaspådrag vid landning, samtidigt var man tvungen att ha en stor luftbroms för att kunna hålla en låg landningshastighet.

## Varianter
- S.1 ursprungsmodellen med de Havilland Gyron Junior motorer, totalt 40 stycken byggda.
- S.2 modell med de starkare Rolls-Royce Spey motorerna, totalt 84 stycken byggda.
- S.2A ombyggda plan för Royal Air Force.
- S.2B variant byggda för RAF som kunde bära Martel roboten. 46 byggda mellan 1973 och 1977.
- S.2C
- S.2D
- S.50 variant för Sydafrika.

## Användare
- Royal Navy Fleet Air Arm använde Buccaneern från hangarfartygen:
  - HMS Victorious
  - HMS Eagle
  - HMS Ark Royal
  - HMS Hermes
- Storbritanniens flygvapen
- Sydafrikas flygvapen